# Payton Ridenour
Payton Ridenour (* 29. Mai 2002) ist eine US-amerikanische Radrennfahrerin, die im BMX-Rennsport aktiv ist. 2019 gewann sie die Pumptrack-Weltmeisterschaften.

## Sportlicher Werdegang
Ridenour stammt aus Pottstown in Pennsylvania und betreibt seit dem Alter von fünf Jahren BMX-Rennen. In Kindheit und Jugend war sie siebenmal in den nationalen Challenges erfolgreich.
In ihrem ersten Jahr als Juniorin wurde sie Vierte bei den BMX-Weltmeisterschaften. Ende des Jahres nahm sie in Köniz bei Bern an den Pumptrack-Weltmeisterschaften teil, die in jenem Jahr erstmals unter dem Dach des Radsport-Weltverbands UCI ausgetragen wurden. Bei diesen Wettkämpfen, bei denen nicht zwischen Elite und Junioren unterschieden wurde, gewann sie den Titel. 2020 wurde sie US-amerikanische Juniorenmeisterin.
Die Verschiebung der Olympischen Spiele von Tokio auf 2021 erwies sich für sie als Glücksfall, da sie mehr Zeit bekam, sich für eine Nominierung zu empfehlen. Sie löste ihr Ticket durch einen zweiten Platz im Weltcup-Rennen von Bogotá. Im olympischen BMX-Rennen schied sie im Viertelfinale aus und kam in der Gesamtwertung auf den 17. Platz. Im Weltcup kam sie in jenem Jahr auf den fünften Rang der Gesamtwertung. Ende des Jahres gewann sie bei ihrer Titelverteidigung in den Pumptrack-Weltmeisterschaften die Silbermedaille.
Bei Weltmeisterschaften in der Elite war ihre beste Platzierung bislang der 13. Rang 2022. Bei den nationalen Meisterschaften stand sie 2021 und 2023 auf dem Podium, jeweils hinter Alise Willoughby. Ridenour lebt inzwischen in Tulsa in der Nähe des nationalen BMX-Leistungszentrums.

## Erfolge
2019
 Weltmeisterin (Pumptrack)
2020
 US-amerikanische Meisterin (Junioren)
2021
 Pumptrack-Weltmeisterschaften